# 비녀골풀
비녀골풀(학명: Juncus krameri)은 벼목 골풀과에 속하는 여러해살이풀로, 동아시아 전역에 걸쳐 분포한다.